# Ga Dĩ An
Ga Dĩ An là một nhà ga xe lửa trên tuyến đường sắt Bắc Nam thuộc địa phận Thành Phố Hồ Chí Minh, tiếp nối sau ga Biên Hoà và trước ga Sóng Thần. Ga toạ lạc tại đường Nguyễn An Ninh, phường Dĩ An, thành phố Hồ Chí Minh Nhà ga từng là điểm kết nối Đường Sắt Sài Gòn - Lộc Ninh đến với Đường sắt Bắc Nam . Lý trình ga: Km 1706 + 710.
Ga Dĩ An thuộc dự án nâng cấp đường sắt 1.099 tỷ đồng trên tuyến đường sắt giữa Nha Trang và Sài Gòn. Các hạng mục thi công bao gồm: cải dịch đường 60 về phía đường chính tuyến; cải tạo kiến trúc tầng trên, nền đường và hệ thống thoát nước; xây mới nhà ga phục vụ hành khách với tổng diện tích khoảng 386m²; nâng cao ke ga và xây dựng mái che.